# Pere A. Savé Argilaga
Pere Abraham Savé Argilaga (Reus, 8 de gener de 1878 - 17 de gener de 1952) va ser un periodista català, que signava els seus articles sempre amb el nom de Pere A. Savé.
Apoderat de banca, va incorporar-se de molt jove al Centre de Lectura de Reus, i el 1897 va ser un dels impulsors de la cinquena època d'El Eco del Centro de Lectura, la revista de l'entitat. L'any 1897 va publicar diversos articles a La Autonomía, un periòdic de tendència republicana federal, i, seguint la línia de la publicació, va escriure un article molt combatiu sobre la guerra de Cuba. Per aquest article el fiscal li demanava 8 anys de presó. El 1899 va participar, juntament amb altres joves reusencs, en una secció del mateix periòdic que es deia «Los viernes de la Autonomía» on es publicaven textos literaris de bon nivell. El 1901 era un dels redactors de la revista d'art i literatura El Pandemonium. El 1903 col·laborava al setmanari local La República, proper a Unió Republicana en aquell moment. També escrivia articles sobre art i literatura a Las Circunstancias. La seva vinculació amb el Centre de Lectura el va portar a col·laborar a Athenaeum, portaveu de l'entitat durant un temps, on feia la crítica d'art i també de llibres i on va publicar articles sobre pedagogia. A partir de 1920 va participar activament en la tercera època de la Revista del Centre de Lectura, i va formar part de la junta d'aquesta entitat. Allà donava classes gratuïtes de mecanografia i comptabilitat. El 1916 havia escrit un monòleg, «Inquiet», que es va representar però no publicar. El 1963, la secció de literatura del Centre de Lectura, sota la presidència de Bonaventura Vallespinosa, va crear, en homenatge seu, un concurs escolar de recitació en llengua catalana amb el nom de «Pere A. Savé», subvencionat pel seu fill Josep Pere Savé, que va tenir alguns anys de continuïtat. L'any 1964 va guanyar el primer premi d'aquest concurs l'actor i director de teatre Lluís Pasqual.